# Albert Bourderon
Pour les articles homonymes, voir Bourderon.
Albert Bourderon, né le 26 novembre 1858 à Corbeilles (Loiret) et mort le 2 avril 1930 à Paris, est un tonnelier et syndicaliste socialiste français.

## Biographie
Pendant la Première Guerre mondiale, Albert Henri Bourderon soutient une position pacifiste, conforme aux principes internationalistes.
Très actif dans la Confédération générale du travail, il est également militant du Parti ouvrier socialiste révolutionnaire, puis de la Section française de l'Internationale ouvrière. 
En août 1915, avec Alphonse Merrheim, il présente à la Conférence nationale de la CGT, une motion dénonçant l’Union sacrée, « Cette guerre n’est pas la nôtre », qui recueille un quart des suffrages. En septembre, ils participent ensemble à la Conférence de Zimmerwald qui réunit trente-huit délégués socialistes et syndicalistes de douze pays, opposants à la participation des partis de l’Internationale aux « unions sacrées » nationales,.